# 中区 (大邱广域市)

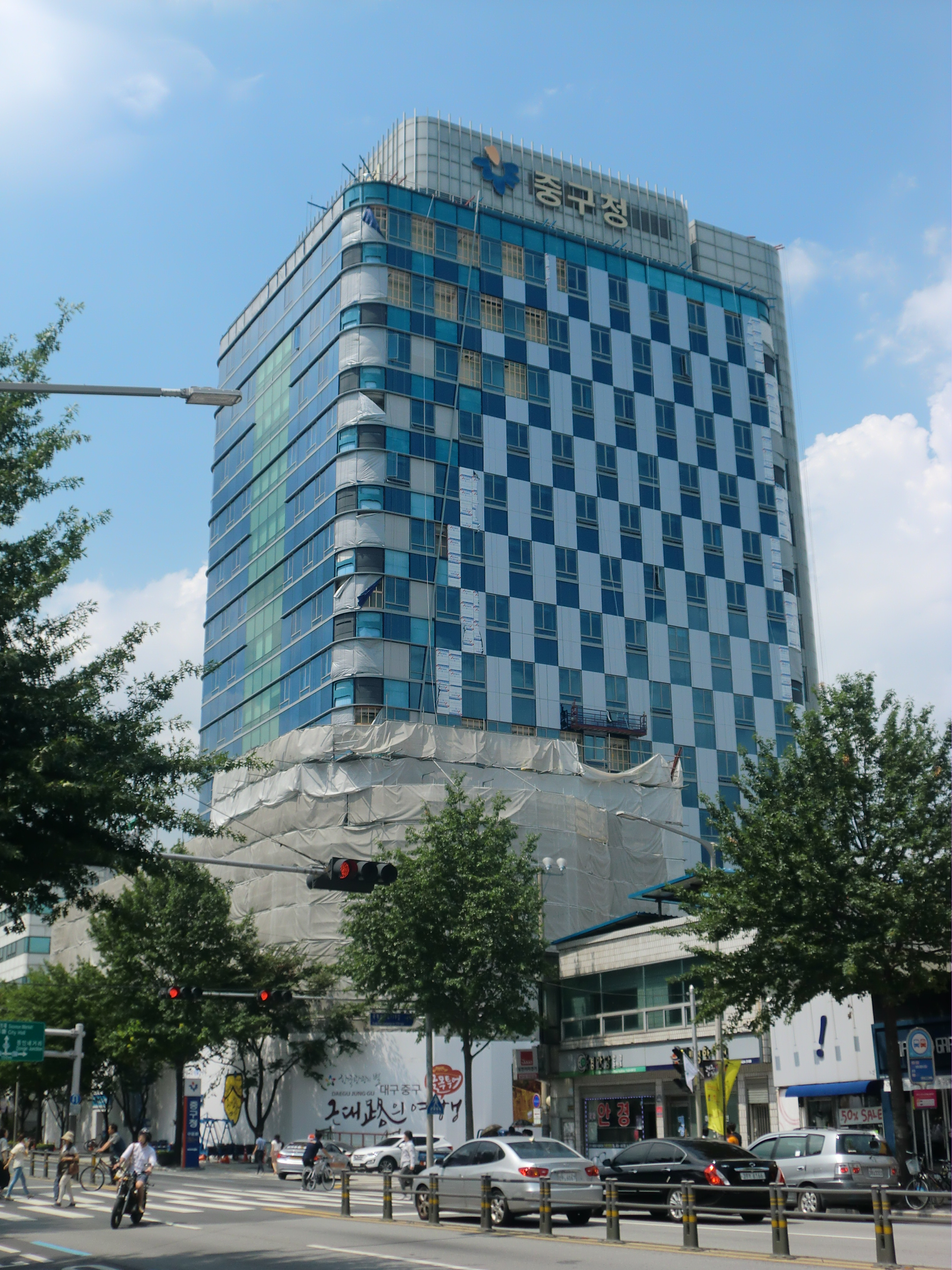
中區廳

行政區劃圖

中區（：／ Jung gu */?）是大韓民國大邱廣域市的一個區，位於大邱市中心。1963年設立，面積7.08平方公里，2009年人口79,496人。下轄13個行政洞。

## 行政區域
- 大鳳1洞
- 大鳳2洞
- 大新洞
- 東仁洞
- 南山1洞
- 南山2洞
- 南山3洞
- 南山4洞
- 三德洞
- 城內1洞
- 城內2洞
- 城內3洞